# Тайваньская народная партия
Тайваньская народная партия (сокращённо ТНП) (кит. трад. 台灣民眾黨) — либеральная политическая партия Китайской Республики. Официально создана 6 августа 2019 года тайваньским политиком и бывшим мэром Тайбэя Кэ Вэньчжэ, также занимающим должность председателя партии.

## История

### Название
Партия была основана в августе 2019 года мэром Тайбэя. Она была названа в честь политической партии эпохи Тайваня под управлением Японии — Тайваньской народной партии, образованной в 1927 году в качестве первой политической партии острова. Вновь образованная Тайваньская народная партия провела своё учредительное собрание 6 августа 2019 года, в день 60-летия Кэ Вэньчжэ и 129-летия Чан Вэйшуя — основателя партии 1927 года. По словам Кэ, Тайваньская народная партия стремится стать «альтернативой» Зелёной коалиции во главе с Демократической прогрессивной партией и Синей коалиции во главе с Гоминьданом.
Чан Личжун, потомок Чан Вэйшуя, заявил, что Кэ использовал в своих интересах сходство между собой и Чан Вэйшуем. Культурный фонд Чан Вэйшуя раскритиковал название политической партии Кэ, заявив, что может возникнуть путаница между её политической деятельностью и политической деятельностью партии Чана. В ответ Кэ заявил, что он предпочёл сохранить название, поскольку создание политической партии не является незаконным действием и, следовательно, не должно препятствовать каким-либо образом. 2 августа 2019 года Цзэн Сюйчен, бывший заместитель мэра Тайнаня, подал петицию против регистрации ТНП под этим названием, сославшись на историческое влияние более ранней Тайваньской народной партии.

### Основание
На предварительном собрании 6 августа 2019 года Кэ был избран председателем партии. Учредительное собрание Тайваньской народной партии состоялось в тот же день в Международном конференц-центре Национальной больницы Тайваньского университета. Из 111 членов-учредителей 72 присутствовали на учредительном собрании. Устав Тайваньской народной партии разрешает членам партии иметь статус членства в других политических партиях. Многие основатели партии работали на правительство Тайбэя или лично на Кэ Вэньчжэ. Среди первых членов ТНП были как ранее связанные с Демократической прогрессивной партией и Гоминьданом, так и ряд независимых политиков.
В уставе партии также было указано, что официальное сокращенное название партии на китайском языке пишется так: «民眾黨» (в транскрипции «Mínzhòngdǎng»). До основания партии китайские СМИ называли её «台民黨» (в транскрипции «Táimíndǎng»). Цвета партии — бирюзовый и белый. Первый означает конец давнего сине-зеленого политического раскола на Тайване. Белый цвет представляет «белую силу» союзников Ко — группы, которая поддерживает открытое и прозрачное правительство.

## Список председателей
| № | Председатель | В должности                    | Срок | Фото |
| - | ------------ | ------------------------------ | ---- | ---- |
| 1 | Ко Вэньчжэ   | 6 августа 2019 — 1 января 2023 | 1    |      |
| 1 | Ко Вэньчжэ   | 1 января 2023 — 20 мая 2024    | 2    |      |
| 1 | Ко Вэньчжэ   | 20 мая 2024 — 19 февраля 2025  | 3    |      |
| 2 | Хуан Гуочан  | с 19 февраля 2025              | 3    |      |

## Выборы 2020 года
В 2019 году Ко заявил, что Тайваньская народная партия будет участвовать в предстоящих парламентских выборах в Китайской Республике, но не будет участвовать в президентских выборах 2020 года. Позже он сказал, что ТНП выдвинет полный список из 34 кандидатов в законодательные органы. Политолог Ляо Дачи высказал мнение, что Тайваньская народная партия Ко получит больше голосов у сторонников Демократической прогрессивной партии во время выборов 2020 года. Тайваньская народная партия впервые выдвинула своих восемь кандидатов по одномандатным округам 22 сентября 2019 года. Во время второго тура выдвижения кандидатур в законодательные органы 20 октября 2019 года Ко заявил, что Тайваньская народная партия стремится помешать «одной» политической партии получить законодательное большинство. ТНП описала эту тактику как «отодвигание синих и зелёных лагерей в сторону, чтобы люди могли оказаться в центре». В ноябре 2019 года Тайваньская народная партия объявила партийный список из 29 кандидатов в законодательные органы. В декабре 2019 года политические амбиции ТНП выросли в масштабе, так как Ко заявил, что партия стремится быть самым большим представителем в Законодательном Юане. ТНП получила пять мест в парламенте на выборах в законодательные органы 2020 года, став третьей по величине партией, представленной в Законодательном Юане.
В 2020 году на дополнительных выборах мэра Гаосюна от Тайваньской народной партии баллотировался Ву Ижэн. Тем не менее, он набрал только 4,06 % голосов, уступив Чен Чимай из ДПП (70,03 %) и Ли Мэйчжен из Гоминьдана (25,90 %).

## Выборы 2024 года
Партия получила 8 мест в Законодательном Юане по многомандатному округа .